# Metropolia dońska
Metropolia dońska – jedna z metropolii Rosyjskiego Kościoła Prawosławnego. W jej skład wchodzą trzy eparchie: eparchia wołgodońska, eparchia rostowska i nowoczerkaska oraz eparchia szachtyńska.
Erygowana przez Święty Synod Rosyjskiego Kościoła Prawosławnego w październiku 2011. Jej pierwszym ordynariuszem został metropolita rostowski i nowoczerkaski Merkuriusz (Iwanow).